# Robin Coudert
 (janvier 2019).
Si vous disposez d'ouvrages ou d'articles de référence ou si vous connaissez des sites web de qualité traitant du thème abordé ici, merci de compléter l'article en donnant les références utiles à sa vérifiabilité et en les liant à la section « Notes et références ».
Pour les articles homonymes, voir Rob et Coudert.
Robin Coudert, ou simplement dit Rob, né le 13 juillet 1978 à Caen, est un compositeur, musicien et producteur français, principalement reconnu pour son travail dans les domaines de la musique électronique, de la musique de film et des collaborations scéniques.

## Biographie

### Jeunesse et débuts musicaux
Dès son plus jeune âge, Robin Coudert se passionne pour la musique. À l’âge de 8 ans, il commence l’apprentissage de la trompette classique. À 10 ans, il élargit son univers musical en se tournant vers le synthétiseur et le piano, créant ses premières compositions électroniques. À 14 ans, il rejoint son premier groupe de heavy-metal, puis, à 16 ans, il intègre un groupe de funk.
Parallèlement à sa carrière musicale, Robin poursuit des études artistiques en entrant aux Beaux-Arts de Paris en 1996, où il travaille sous la direction du peintre Vladimir Velickovic. Cependant, c’est dans la musique qu’il trouve sa vocation.

### Premiers pas professionnels
En 1998, grâce à ses liens avec le groupe Phoenix, il est repéré par le label Source. Il participe à la compilation Source Rocks et sort son premier EP intitulé Musique pour un enfant jouet. En 2001, il publie son premier album Don’t Kill, suivi de Satyred Love en 2002, deux projets qui marquent le début de sa carrière dans l’électro et la musique expérimentale. C’est également à cette époque qu’il rencontre l’ingénieur du son Jack Lahana, avec qui il collaborera de manière régulière.

### Carrière scénique
L’une des dimensions majeures de la carrière de ROB est sa présence scénique. Dès 2000, il rejoint Sébastien Tellier en tant que claviériste et percussionniste, participant activement à ses concerts jusqu’en 2005. Cette collaboration marque un tournant dans sa carrière et lui permet d’acquérir une expérience scénique solide.
Cependant, c'est avec Phoenix que ROB s’impose véritablement sur la scène musicale internationale. Depuis 2005, il accompagne le groupe en tant que claviériste et percussionniste, participant à plusieurs tournées mondiales et contribuant au succès des albums Wolfgang Amadeus Phoenix (2009) et Ti Amo (2017). Sa contribution musicale, notamment à la fois à la scène et en studio, est une partie intégrante de l’identité sonore de Phoenix.

### Carrière de compositeur et de producteur
En parallèle de ses projets scéniques, ROB se distingue également comme compositeur de musique de film. En 2005, il compose la bande originale du court-métrage Pink Cowboy Boots de Maria Larrea, puis signe la musique de son premier long-métrage Belle Épine de Rebecca Zlotowski en 2010. Cette première expérience cinématographique marque le début de sa carrière de compositeur de musique de film.
Il enchaîne ensuite avec une série de films notables, tels que Populaire (2012), pour lequel il est nommé aux Césars de la meilleure musique originale, Maniac (2012), Made in France (2015), et Revenge (2018). Il compose également la bande-son de la série à succès Le Bureau des Légendes (2015-2020), pour laquelle il réalise la musique originale des cinq saisons, consolidant sa position de compositeur de référence dans le cinéma français.
ROB continue de travailler sur des projets cinématographiques, avec plus de 40 musiques originales composées pour des films, séries et documentaires.

### Le projet Dodécalogue et autres œuvres
En 2010, ROB lance le projet Dodécalogue, une série de 12 disques instrumentaux inspirés des Évangiles, en collaboration avec le label Institubes. Ce projet ambitieux est cependant laissé inachevé après le sixième volume, à la suite de la fermeture du label.
Il continue à produire et réaliser des albums pour d’autres artistes, tels que Zaza Fournier (La vie à deux, 2008), Alizée (Un enfant du siècle, 2010), Adanowsky (Amador, 2010) et León Larregui (Voluma, 2016), pour qui il signe plusieurs albums à succès.
En 2023, il sort son troisième album solo, Summercamp, en collaboration avec Jack Lahana, sous son propre label Hippocampus.

### Style musical et influences
ROB se caractérise par sa capacité à naviguer entre différents genres musicaux, alliant électronique, expérimentations sonores et mélodies pop. Ses compositions se distinguent par une approche originale de l’instrumentation, qu’il exploite sur scène et en studio. L'influence de ses premières années passées à explorer divers styles musicaux (heavy metal, funk, musique électronique) transparaît dans ses créations, qui oscillent entre atmosphères immersives et rythmes entraînants.
Sa carrière ne cesse de se poursuivre au cinéma, dans les séries et les documentaires avec plus de 40 musiques originales composées jusqu’à aujourd’hui.
Le studio parisien Hippocampus, créé avec Jack Lahana, abrite l’ensemble de ses productions.

## Discographie

### Singles
- Amours (2000) (Source)
- Power Glove (2001) (Source)

### Albums
- Don't Kill (2001) (Source)
- Satyred Love (2002) (Source)
- Summercamp (2023) (Pan European Recording/Hippocampus)

### EPs
- Musique pour un enfant jouet (1999) (Source)

- Dodécalogue Vol. I : Pierre (2010)
- Dodécalogue Vol. II : Jean (2010)
- Dodécalogue Vol. III : Jacques Le Majeur (2010)
- Dodécalogue Vol. IV : Jude Thadée (2011)
- Dodécalogue Vol. V : Matthieu (2011)
- Dodécalogue Vol. VI : Philippe (2011)

## Autres travaux

### Compositions musicales
- 2010 : pour Alizée - 3 titres de l'album Une enfant du siècle.

### Réalisateur artistique / Producteur
- 2007 :  Album « À la recherche de l’amour perdu » de Melissa Mars (Polydor)
- 2008 :  Album « La vie à deux » de Zaza Fournier (Warner)
- 2010 :  Album « Un enfant du siècle » de Alizée (Sony)
- 2010 :  Album « Amador » de Adanowsky (Emi)
- 2011 :  Album « Regarde-moi » de Zaza Fournier (Warner)
- 2013 :  Album « Cute kid » de Junesex (Jia)
- 2016 :  Album « Voluma » de León Larregui – Disque de Platine (Universal)
- 2023 :  Album « Prismarama » de León Larregui (Universal)
- 2024 :  Album « Mixarama » de León Larregui (Universal)

### Musiques de film

#### Longs métrages
- 2010 : Belle épine de Rebecca Zlotowski
- 2011 : Jimmy Rivière de Teddy Lussi-Modeste
- 2012 : Radiostars de Romain Lévy
- 2012 : Populaire de Régis Roinsard
- 2012 : Maniac de Franck Khalfoun
- 2013 : Je suis supporter du Standard de Riton Liebman
- 2013 : Rock The Casbah de Laïla Marrakchi
- 2013 : Grand Central de Rebecca Zlotowski
- 2014 : Every Secret Thing d'Amy Berg
- 2014 : Tristesse Club de Vincent Mariette
- 2014 : Horns d'Alexandre Aja
- 2015 : Made in France de Nicolas Boukhrief
- 2015 : Enragés, d’Eric Hannezo
- 2016 : Éperdument de Pierre Godeau
- 2016 : Planetarium de Rebecca Zlotowski
- 2016 : Beautiful Accident, de Wi Ding Ho
- 2017 : Amityville : The Awakening de Franck Khalfoun
- 2017 : Revenge de Coralie Fargeat
- 2017 : Seuls de David Moreau
- 2017 : Le Prix du succès de Teddy Lussi-Modeste
- 2017 : Gangsterdam de Romain Levy
- 2017 : Rock'n'Roll de Guillaume Canet
- 2018 : Face à la nuit (Cities of Last Things) de Wi Ding Ho
- 2019 : Papicha de Mounia Meddour
- 2019 : Trois Jours et une vie de Nicolas Boukhrief
- 2020 : Gretel et Hansel de Oz Perkins
- 2020 : Run Sweetheart Run, de Shana Feste
- 2021 : Oxygène d'Alexandre Aja
- 2022 : La Fracture, de Catherine Corsini
- 2022 : Le Barrage de Ali Cherri
- 2022 : Les enfants des autres de Rebecca Zlotowski
- 2022 : Les Survivants de Guillaume Renusson
- 2023 : Quand tu seras grand de Andréa Bescond et Eric Métayer
- 2023 : Comme un fils de Nicolas Boukhrief
- 2023 : Acide de Just Philippot
- 2023 : Killer Coaster de Nikola Lange
- 2024 : Nudes de Sylvie Verheyde, Lucie Borleteau et Andréa Bescond
- 2025 : La Venue de l'avenir de Cédric Klapisch

#### Courts métrages
- 2005 : Pink Cowboy Boots  de Maria Larrea
- 2011 : Nuts de Thomas Lélu
- 2016 : Sarah Winchester, ópera fantôme, de Bertrand Bonello
- 2017 : Féroce d'Izù Troin

#### Téléfilm
- 2010 : The Red Carpet Issue (documentaire) d'Olivier Nicklaus
- 2010 : Somewhere to Disappear (documentaire) de Laure Flammarion et Arnaud Uyttenhove
- 2017 : Et les mistrals gagnants (documentaire) d'Anne-Dauphine Julliand
- 2017 : Un ciel radieux de Nicolas Boukhrief
- 2019 : Le Plus Beau Pays du Monde : Opus 3 (documentaire) de Frédéric Fougea

#### Séries
- 2015-2020 : Le Bureau des légendes (série télévisée)
- 2018 : Campfire Creepers (mini-série en réalité virtuelle) de Alexandre Aja
- 2018 : Troie : La Chute d'une cité (mini-série)
- 2019 : Les Sauvages de Rebecca Zlotowski (série télévisée)
- 2024 : Culte (série télévisée)

#### Remix
- Réalisateur d'un remix du titre Playground Love de Air. Il s'agit d'ailleurs plutôt de la relecture du titre, il est disponible sur le maxi-single de Playground Love.

#### Scène
- Depuis 2005 - Claviériste/Percussionniste live du groupe Phoenix
- 2000 - 2005 - Claviériste/Percussionniste de Sébastien Tellier

## Distinctions

### Récompenses
- Festival de la fiction TV de La Rochelle 2017 : Récompensé pour la meilleure musique pour Un ciel radieux[2] réalisé par Nicolas Boukhrief
- Lauriers de la Radio et de la Télévision (2017) : Récompensé pour la meilleure musique originale d’une œuvre audiovisuelle pour « Un Ciel Radieux ».
- Prix UCMF (Union des Compositeurs de Musique de Film) (2018) : Récompensé pour la meilleure musique originale d’une œuvre audiovisuelle pour « Un Ciel Radieux »

### Nominations
- Césars 2013 : Nommé au César de la meilleure musique pour Populaire  réalisé par Régis Roinsard
- Prix Lumière 2017 : Nommé pour la catégorie Musique pour Planetarium réalisé par Rebecca Zlotowski
- CinEuphoria Awards (2019) : Nommé pour la meilleure musique originale pour « Revenge » réalisé par Coralie Fargeat
- Sunset Film Circle Awards (2020) : Nommé pour la meilleure musique originale pour « Gretel & Hansel » réalisé par Osgood Perkins